# Talaveri
Talaveri (Georgisch: ტალავერი; Azerbeidzjaans: Faxralı) is een dorp in het zuiden van Georgië met ruim 5.000 inwoners (2014) en ligt in gemeente Bolnisi van de regio Kvemo Kartli. Talaveri staat in de volksmond ook bekend als Fachrali, de oorspronkelijke naam. De Talaveri-rivier is een rechterzijrivier van de Masjavera die door het dorp stroomt. Het dorp ligt op ongeveer 12 kilometer ten zuidoosten van het gemeentelijk centrum Bolnisi en 35 kilometer ten zuiden van Tbilisi.

## Toponiem
Talaveri heette oorspronkelijk Fachrali (Azerbeidzjaans: Faxralı), een samentreksel van "Fachr Ali" (of ook wel "Fagir Ali"). Onder de Georgisch nationalistische president Zviad Gamsachoerdia werden toponiemen in onder meer Kvemo Kartli naar Georgische namen omgezet. Dit gebeurde ook al in de eerste helft van de 20e eeuw onder Sovjet gezag. In 1991 werd de naam veranderd in Talaveri, een Georgische naam die lokaal niet omarmd werd: het dorp wordt geheel bevolkt door Azerbeidzjanen. Het leidde geregeld tot oproepen aan Georgische presidenten om de oorspronkelijke naam officieel te herstellen.

## Geschiedenis
De bewoning van de locatie door Turkse volkeren kent zijn oorsprong in de late middeleeuwen, getuige historische vondsten uit de 12e tot 16e eeuw. Het dorp dat hier kwam werd Fachrali genoemd  Vanaf het einde van de 17e eeuw nam de bevolking van het dorp aanzienlijk toe door de komst van mensen uit het huidige Azerbeidzjan, met name de regio's Qazax, Gandzja en Karabach, evenals uit Iran.
In september 2009 vond een incident plaats tussen vertegenwoordigers van fundamentalistische Georgisch-orthodoxe groeperingen en inwoners van het dorp bij de renovatie van een plaatselijke moskee. Volgens het Mensenrechtenrapport 2009 van het Amerikaanse ministerie van Buitenlandse Zaken blokkeerden radicale fundamentalistische Georgisch-orthodoxe groeperingen de wederopbouw van een moskee uit 1905. Ze eisten de bouwvergunning van de dorpelingen in te zien, hoewel ze daar niet het wettelijke recht toe hadden, en dreigden met geweld als de bouw niet zou stoppen.

## Demografie
Volgens de volkstelling van 2014 had Talaveri 5.038 inwoners. Het dorp is op enkele tientallen inwoners na mono-etnisch Azerbeidzjaans. 
| Aantal                                                                  | 1.139 | 2.321 | 5.489 | 5.890 | 6.891 | 5.038 |
| Verantwoording data: 1870/1926, 1970, 1979, volkstellingen 2002 en 2014 |       |       |       |       |       |       |